# Branko Klepac
Branko Klepac (* 14. September 1979 in Speyer) ist ein ehemaliger Basketballnationalspieler.

## Laufbahn
1998 wechselte Branko Klepac vom Zweitligisten TSV Speyer zu den Telekom Baskets Bonn. Zu Beginn seiner Zeit in Bonn lief er bis 2001 per Doppellizenz sowohl für die Telekom Baskets Bonn als auch für die SG Sechtem in der zweiten Basketball-Bundesliga auf. 1999 und 2001 stieß er mit Bonn ins Finale der deutschen Meisterschaft vor, unterlag aber sowohl 1999 als auch 2001 Alba Berlin. 2005 stand er mit den Telekom Baskets Bonn auch im Endspiel um den BBL-Pokal. Dort musste sich Bonn allerdings der Mannschaft von RheinEnergie Köln geschlagen geben. Branko Klepac stand auch im Kader der deutschen Nationalmannschaft, absolvierte zwischen 1999 und 2004 14 A-Länderspiele konnte dort aber wegen verschiedener Verletzungen nie richtig Fuß fassen.
2006 wurde bei ihm Multiple Sklerose diagnostiziert, was ihn dazu zwang, seine Karriere zu beenden.
Heute arbeitet Branko Klepac für die Sportmarketing-Abteilung der Deutschen Telekom.